# Boroondara City
Boroondara City is een Local Government Area (LGA) in Australië in de staat Victoria. Boroondara City telt 158.878 inwoners. De hoofdplaats is Camberwell.